# Elaphognathia amboinenesis
Elaphognathia amboinenesis är en kräftdjursart som först beskrevs av Philippe Cals 1978.  Elaphognathia amboinenesis ingår i släktet Elaphognathia och familjen Gnathiidae. Inga underarter finns listade i Catalogue of Life.